# إدري
إدري هي قرية جنوب غرب ليبيا. تقع إلى الغرب من براك بحوالي 135 كم. وتعتبر النهاية الغربية لوادى الشاطئ. وتعني كلمة أدري باللغة التارقية التشقق.